# Jerry 21
Jerry 21 med Jerry Williams & The Violents, utgiven på Sonet var Jerry Williams första LP. Den gavs ut till hans 21-årsdag 1963. Sonet gav ut den igen 1967, men utan något namn.
Värt att notera att albumet innehåller "Feelin' Blue" som är en av få låtar som Jerry varit med och komponerat.

## Låtlista[1]
Sid A
1. Feelin' Blue (E. Fernström - Al Sandström)
2. Forty Days (R. Hawkins - J. Magill)
3. I Won't Be Satisfied (Frogman - Al Sandström)
4. Twistin' Patricia (Hello Goodbye) (Ray Maxwell)
5. Dream of You (R. Hammarström - A. Swedén)
6. Wedding Bells Make Me Run (Frogman - Åkesson, A. Swedén)
7. Allez Allez (A. Cortez - Roy Maxwell)

Sid B
1. Number One (Frogman - Al Sandström)
2. Hound Dog (J. Leiber - M. Stoller)
3. Go Home Little Girl (R. Hammarström - Al Sandström)
4. Darling Nelly Grey (Frogman - Åkesson)
5. Lolita (Frogman - Åkesson - Al Sandström)
6. Nobody's Darling But Mine (Jimmy Davis)
7. Goodnight My Love (Frogman - Åkesson - A. Swedén)